# Plantatge gros
El plantatge gros, cua de rata, grana de canari o plantatge ample (Plantago major) és una espècie de planta amb flor de la família de les plantaginàcies.

## Ecologia
Normalment viu en zones nitrificades amb terres frescs, humits i profunds. Creix millor que la major part de les plantes en terres comprimits, i és abundant al costat de camins, vores de la carretera, i altres àrees amb la consolidació del terra freqüent. És també comuna en prats i cultius. La principal població de Plantago major a la resta del món la trobem principalment a Europa, Àsia, Amèrica, i Àfrica del nord. És una espècie de planta herbàcia perenne, que es troba sovint a jardins i horts com a planta adventícia. Té múltiples usos medicinals.

## Descripció
- Forma vital: Herba perenne que floreix a finals de primavera, principis d'estiu. Les flors són petites i abundants durant la primavera, les quals poden mantenir-se fins a la tardor.
- Port i dimensions: De 10 a 65 cm d'alçada.

### Òrgans vegetatius
- Forma i tipus de la rel: Rel principal degenerada, superada fisiològicament per les arreletes. El conjunt agafa un aspecte de rel fibrosa.
- Morfologia de la tija: és gruixuda i la trobem formant un tronc compacte.
- Morfologia de les fulles: Les fulles són molt grans, alternades i totes són basals. Es disposen en forma de roseta. Tenen el pecíol en forma de canal, és de color verdós i a vegades de color lila a la base. Les làmines són ovalades, amb els extrems sencers o lleugerament sinuats. La base es prolonga fins a la tija, aquesta amb pèls o sense. En les fulles trobem una venació paral·lela de 7 venes.
- Tipus de pilositat: Glabres o dèbilment tomentoses.

### Òrgans reproductors
La planta fa una pol·linització bàsicament a través del vent.
Les flors estan generalment agrupades en espiga, i aquestes se situen en els peduncles més o menys llargs. Les flors són hermafrodites en la seva majoria. El periant és doble i està constituït per quatre sèpals soldats, i una corol·la tetràmera i soldada. Els pètals són d'aparença membranosa, gens vistosos. Els quatre estams que té cada flor, presenten un llarg filament que projecta les anteres fora de la flor. L'ovari està format per dos carpels soldats. El fruit és el pixidi.
- Inflorescència: d'una a trenta per planta, peduncles en forma de canals, de 6 a 30 centímetres de llarg.

## Farmacologia
Part utilitzada: S'utilitza tota la planta des de les arrels, fulles, tija fins al seu suc.
Composició química:
- Àcids: Oleic, linoleic (llavors), salicílic, cafeic, cítric, ferúlic, planteòlic, clorogènic (planta), fumàric (fulles)
- Sucres: Sacarosa, fructosa, sorbitol, aucubina (planta).
- Alcaloides:Plantagonina, indicaïna
- Colina
- Invertina
- Mucílag
- Tanins
- Proteïna
- Flavonoides:Luteolina, nepetina, noscapina.
- Aminoàcids:Apigenina (fulles)
- Vitamines: Àcid ascòrbic (vitamina C)
- Fibra (plana)
- Minerals: potassi (planta)

## Usos medicinals
A causa dels seus principis actius, el plantatge té propietats astringents, expectorants i depuratives. La riquesa en mucílags de les llavors fa del plantatge una herba apta per combatre el restrenyiment. No obstant això, hi ha casos d'obstrucció intestinal per l'ús de les llavors d'aquesta planta si no s'acompanya amb aigua abundant.
És un excel·lent expectorant, que actua amb gran eficàcia per aclarir les afeccions de les vies respiratòries, tals com, afonia, tos, ronquera, afeccions del coll, mucositats dels pulmons. Així mateix, són útils les gàrgares fetes amb la infusió per reduir la inflamació de la boca i del coll, i també per alleujar les úlceres bucals.
Externament, s'utilitzen les fulles fresques, triturades i aplicades directament sobre ferides, cremades, nafres, picadures d'insectes. La infusió en compreses s'utilitza per descansar els ulls cansats o afectats per conjuntivitis.
Plantes amb les que es pot combinar: Combinada amb la camamilla i la menta, es potencien les seves propietats emol·lients o suavitzants de la mucosa intestinal. També es pot combinar amb farigola, tussílag, eucaliptus,...
Formes d'ús recomanades: Decocció, infusió, xarop, suc de fulles fresques, tintura, extracte líquid, compreses, cataplasmes, i ungüent.

## Accions farmacològiques / propietats
- Antial·lèrgic
- Antihemorràgic (tanins)
- Antiinflamatori
- Antioxidant
- Astringent (tanins)
- Bacteriostàtic (iridoides)
- Cicatritzant
- Demulcent (mucílags i pectina)
- Expectorant (mucílags)
- Hipocoloesterolemiant (pectina)
- Hipotensor

## Altres usos
El plantatge és una planta comestible, per tant les seves fulles joves es poden menjar en amanides, junt amb altres verdures o cuites. Són molt riques en vitamina C, vitamina A i calci. Una vegada les fulles es fan més velles, resulten igualment comestibles, encara que són més fibroses i amb un gust més fort. Les tiges florals també són comestibles i riques en tiamina. Les llavors seques i triturades es poden utilitzar per aromatitzar els plats.
És una de les plantes que més utilitzen els animals herbívors per alimentar-se, i constitueix un dels aliments habituals de conills o erugues. També molts ocells s'alimenten de les seves llavors.

## Toxicitat
La toxicitat d'aquesta planta és baixa, però s'ha d'evitar una ingestió excessiva. S'ha documentat que les parts verdes de la planta produeixen un triglucòsid, que allibera un principi actiu irritant. La llavor consumida en excés pot provocar sensibilitzacions i dermatititis. Consumir-ne dosis excessives també pot provocar efectes laxants.